# Sobretono

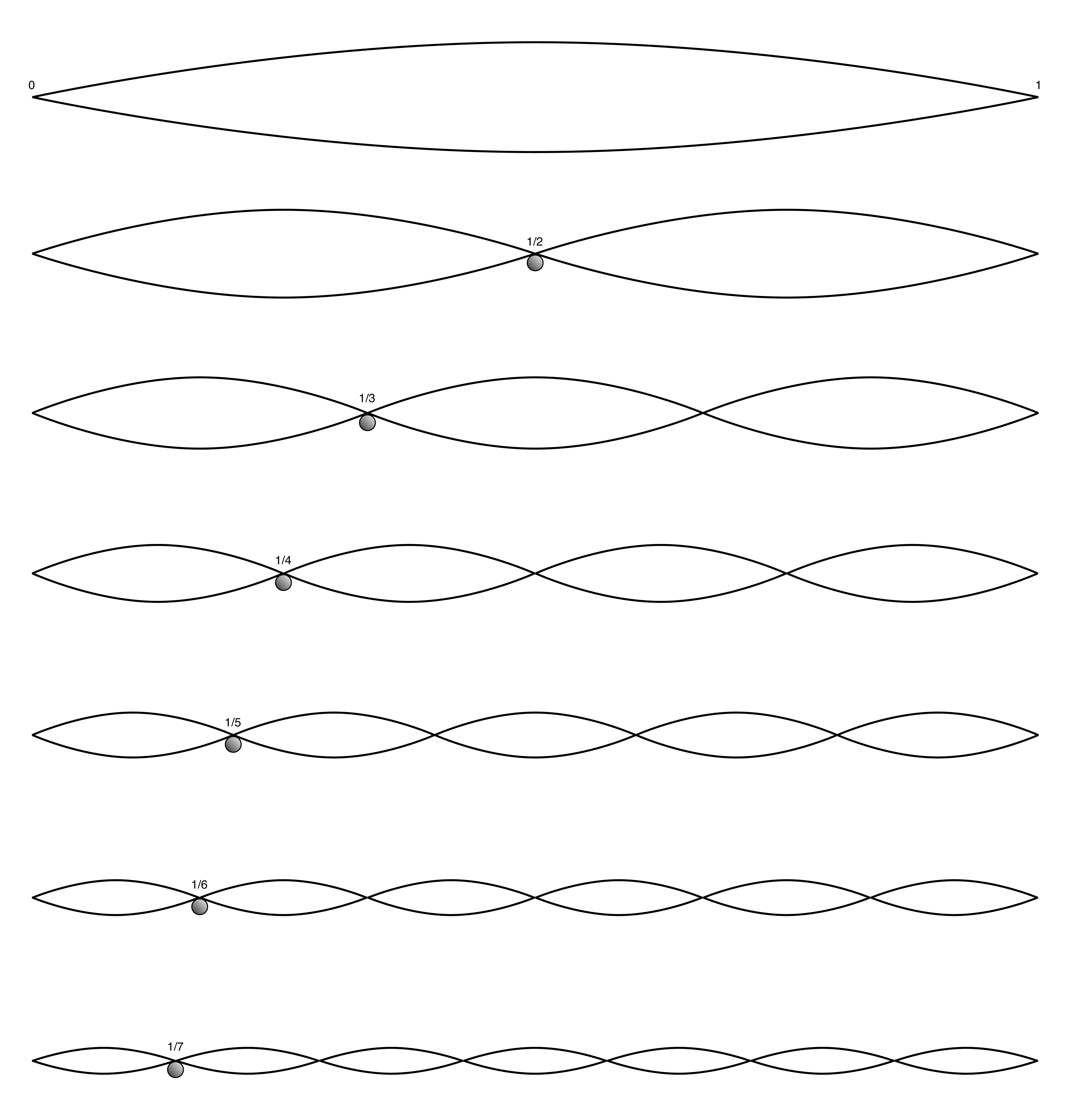
Sobretonos armónicos.

Un sobretono es cualquier frecuencia mayor que la frecuencia fundamental de un sonido. En el modelo de análisis de Fourier la frecuencia fundamental y los sobretonos son llamados parciales. Los sobretonos, o parciales armónicos, son parciales cuyas frecuencias corresponden a múltiplos enteros de la frecuencia fundamental (incluso la frecuencia fundamental es un parcial, correspondiente a 1 por la frecuencia fundamental). El modelo de Fourier también incluye parciales inarmónicos, que son parciales cuyas frecuencias son múltiplos decimales de la fundamental (como 1.12 o 3.1415).
Los instrumentos musicales pueden producir series de sobretonos con diferente contenido armónico. Cuando el sistema resonante de un instrumento musical es excitado (la cuerda de una guitarra, la superficie de un tambor), un cierto número de sobretonos se producen junto a la frecuencia fundamental. En sistemas simples (como cuerdas o tubos) los sobretonos producidos son armónicos, con frecuencias múltiplos (o cercanas) a la fundamental. Instrumentos de percusión, como el timbal o el redoblante, producen sobretonos armónicos e inarmónicos. El tracto vocal humano puede producir ciertos sobretonos y controlar su amplitud, llamados formantes, que dan origen a las vocales.

## Uso del término
Típicamente el término se refiere a ondas acústicas, especialmente en cuanto a temas relacionados con la música. A pesar del uso mezclado, un sobretono o es armónico o es parcial.
El sobretono parcial o inarmónico es un múltiplo no entero de una frecuencia fundamental.
Un ejemplo de sobretonos armónicos:
| f  | 440 Hz  | tono fundamental  | primer armónico  |
| 2f | 880 Hz  | primer sobretono  | segundo armónico |
| 3f | 1320 Hz | segundo sobretono | tercer armónico  |

No todos los sobretonos son armónicos, o múltiplos enteros de la frecuencia fundamental. Algunos instrumentos musicales producen sobretonos más agudos o encerrados que los armónicos. Esta característica es uno de los varios elementos que aportan a su sonido.; como efecto secundario hace que las formas de onda no sean completamente periódicas.
Como la serie armónica es una secuencia aritmética (1f, 2f, 3f, 4f..), y la octava, o serie octava, es una secuencia geométrica (f, 2×f, 2×2×f, 2×2×2×f, ...), esto causa que el la serie de sobretonos divida la octava en partes más pequeñas según ascienda.
